# ناحیه خیرالدین
ناحیه خیرالدین (به عربی: دائرة خیر الدین) یک ناحیه در الجزایر است که در استان مستغانم واقع شده‌است.

## خصوصیات
ناحیه خیرالدین ۴۹٬۳۸۲ نفر جمعیت دارد.